# Murillo de Calahorra
Murillo de Calahorra es una aldea perteneciente al municipio de Calahorra en La Rioja, España, del que dista 5 km por la carretera LR-482. Está constituido por unos pocos corrales y almacenes agrícolas.

## Demografía
Murillo de Calahorra contaba a 1 de enero de 2013 con una población de 1 habitante.
| Gráfica de evolución demográfica de Murillo de Calahorra entre 2000 y 2020                       |
|                                                                                                  |
| Población de derecho (2000-2010) según los censos de población del INE a 1 de enero de cada año. |

## Historia
Murillo pertenecía al Concejo de Calahorra y sus aldeas, uno de los concejos del Reino de Castilla que tuvo vigencia desde el siglo XII hasta el siglo XIX. 
En el censo de población de la corona de Castilla, de 1530 aparece como aldea de Calahorra, dentro de la provincia de Soria, a la que perteneció hasta la división provincial realizada en 1822 por Bauzá y Larramendi, pasando a formar parte de la nueva provincia de Logroño. Esta división fue invalidada por Fernando VII e instaurada nuevamente en 1833, que sigue vigente en la actualidad

## Patrimonio
- Iglesia de Santa María.